# 劉廷儀
劉廷儀（1512年—？年），字汝象，號抑隅，太醫院籍浙江慈谿縣人。

## 生平
六月二十三日生，行二十，治《詩經》，由順天府學生中式嘉靖十六年（1537年）丁酉科順天府鄉試第二十九名舉人，年二十七歲中式嘉靖十七年（1538年）戊戌科會試第二百四十三名，第三甲第三十八名進士。授山西陵川县知县，公廉强毅，不畏权势。涖政恩威并著，捕盗均赋，兴学造士，具有成绩。而自奉俭约，饮食澹若寒素。选授监察御史，二十三年巡按山东辽东，又巡按雲南。二十九年十一月奉命往宁夏选边军入卫。出为青州府，三十四年調思南府知府。著有《皂囊稿》。

## 家族
曾祖劉埈；祖劉鏡；父劉藩；母邵氏。重慶下，妻馮氏，從弟劉廷誥（同科進士）；廷制；廷詠；廷諲。